# Damjan Šiškovski
Damjan Šiškovski (in macedone Дамјан Шишковски?; Skopje, 18 marzo 1995) è un calciatore macedone, portiere del Borac Banja Luka e della nazionale macedone.

## Carriera

### Club
Comincia a giocare nelle giovanili del Rabotnički. Nel 2011 viene promosso in prima squadra. Nel gennaio 2015 viene ceduto in prestito al Gent, per poi ritornare per fine prestito nell'estate 2015 al Rabotnički.

### Nazionale
Ha debuttato con la nazionale macedone Under-17 il 22 settembre 2010, in Macedonia-Lussemburgo (0-3). Ha collezionato due presenze in totale con la maglia dell'Under-17.
Ha debuttato con la nazionale macedone Under-19 il 9 agosto 2012, in Repubblica Ceca-Macedonia (3-1).
Ha debuttato con la nazionale macedone Under-21 il 13 agosto 2014, in Macedonia-Israele (0-3). Ha partecipato, con l'Under-21, all'Europeo 2017.

## Palmarès

### Club

#### Competizioni nazionali
- Campionato macedone: 2

Rabotnički: 2013-2014
- Coppa di Macedonia: 1

Rabotnički: 2013-2014
- Coppa d'Armenia: 1

Ararat-Armenia: 2023-2024